# Toms Praulītis
Toms Praulītis (* 15. Januar 1989) ist ein lettischer Biathlet.
Toms Praulītis vom Skiclub Cēsis bestritt sein erstes internationales Rennen 2009 im Skilanglauf im Rahmen des Scandinavian Cups in Riga und wurde 68. Es blieb bislang sein einziges internationales Rennen in der Sportart. Seit 2010 startet er ausschließlich im Biathlon. Sein internationales Debüt gab er im Rahmen der Biathlon-Juniorenweltmeisterschaften 2010 in Torsby, wo er 66. des Einzels, 78. des Sprints und 16. mit der Staffel wurde. Es folgten die Biathlon-Europameisterschaften 2010 in Otepää, wo er bei den Juniorenrennen 25. des Einzels, 53. des Sprints und 12. mit der Mixed-Staffel wurde. Im Verfolgungsrennen wurde er als überrundeter Läufer aus dem Wettkampf genommen. 2010 gab Praulītis sein Debüt im Biathlon-Weltcup und wurde in Oberhof 97. eines Sprints. Sein bestes Ergebnis erreichte er als 95. in einem Sprintrennen nur wenig später in Antholz. Erstes Großereignis bei den Männern wurden die Biathlon-Europameisterschaften 2011 in Ridnaun, bei denen der Lette das Einzel nicht beendete und im Sprint als 65. das Verfolgungsrennen verpasste. Bei den Biathlon-Weltmeisterschaften 2011 in Chanty-Mansijsk wurde er 95. des Sprintrennens.

## Biathlon-Weltcup-Platzierungen
Die Tabelle zeigt alle Platzierungen (je nach Austragungsjahr einschließlich Olympische Spiele und Weltmeisterschaften).
- 1.–3. Platz: Anzahl der Podiumsplatzierungen
- Top 10: Anzahl der Platzierungen unter den ersten zehn (einschließlich Podium)
- Punkteränge: Anzahl der Platzierungen innerhalb der Punkteränge (einschließlich Podium und Top 10)
- Starts: Anzahl gelaufener Rennen in der jeweiligen Disziplin
- Staffel: inklusive Mixed- und Single-Mixed-Staffeln

| Platzierung         | Einzel | Sprint | Verfolgung | Massenstart | Staffel | Gesamt |
| ------------------- | ------ | ------ | ---------- | ----------- | ------- | ------ |
| 1. Platz            |        |        |            |             |         |        |
| 2. Platz            |        |        |            |             |         |        |
| 3. Platz            |        |        |            |             |         |        |
| Top 10              |        |        |            |             |         |        |
| Punkteränge         |        |        |            |             | 8       | 8      |
| Starts              | 2      | 8      |            |             | 8       | 18     |
| Stand: Karriereende |        |        |            |             |         |        |